# Годман, Фредерик Дьюкейн
Фре́дерик Дьюке́йн Го́дман (англ. Frederick DuCane Godman; 15 января 1834 — 19 февраля 1919) — британский орнитолог, энтомолог и лепидоптеролог.

## Биография
Известен как соавтор 63-томной энциклопедии по естествознанию Центральной Америки Biologia Centrali-Americana (1879—1915). Другими его работами являются The Natural History of the Azores (1870) и Monograph of the Petrels (1907—1910).
Закончил Итонский колледж, затем учился в Тринити-колледже в Кембридже. Там он познакомился с Альфредом Ньютоном и Осбертом Сэльвином. Обычай этих друзей-орнитологов встречаться и обсуждать недавние приобретения привёл к созданию в ноябре 1857 года Британского союза орнитологов. В 1896 году Годман стал президентом союза.
В 1882 году он стал действительным членом Королевского общества. В 1918 году награждён медалью Линнея Лондонского Линнеевского общества.